# Peña Buraca
La Peña Buraca o Peña Buracá es un yacimiento arqueológico ubicado en el municipio español de Alcántara, en la provincia de Cáceres. Recibe su nombre por una roca que alberga y que tiene dos cavidades de gran tamaño conocidas como "ojos", que en su origen se usaron para algún tipo de construcción, por los que se conoce también a esta peña como el Canchal de los Dos Ojos. Se ubica en las afueras noroccidentales del vecino pueblo de Piedras Albas, por lo que con frecuencia se menciona erróneamente como perteneciente a este último municipio, que considera al yacimiento como uno de sus principales símbolos locales.
El yacimiento comprende unas cuatro hectáreas de restos arqueológicos, en el que destacan, además de la citada roca, una necrópolis y un conjunto de lagares. Según los restos hallados, el lugar estuvo habitado en la época tardorromana y altomedieval, aunque serán necesarias nuevas excavaciones para determinar mejor el origen. Para proteger las futuras investigaciones, en 2018 el yacimiento fue declarado Bien de Interés Cultural con categoría de Zona Arqueológica.

## Localización
Para comprender la ubicación de este yacimiento, debe tenerse en cuenta que Piedras Albas es, con una extensión de tan solo 4,54 km², el municipio más pequeño de la provincia de Cáceres. En consecuencia, apenas posee más término municipal que el casco urbano del pueblo y su dehesa boyal. El término de Piedras Albas está completamente enclavado en el de Alcántara, por lo que la mayoría de los terrenos rústicos cercanos a Piedras Albas, incluido este yacimiento, pertenecen a Alcántara. Para ir a la Peña Buraca, hay que salir de Piedras Albas desde el camino que sale al norte de la plaza de Portugalillo, plazuela ubicada junto a la iglesia de Nuestra Señora de la Romana, y siguiendo un desvío recorrer un kilómetro hacia el norte.

## Descripción

### La Peña Buraca
La Peña Buraca, que por error había sido identificada tradicionalmente con un santuario prehistórico, es en realidad el elemento más reconocible de un conjunto arqueológico en el que abundan lagares excavados en la roca, numerosas tumbas talladas en la piedra, altares, restos cerámicos de amplia cronología y otras estructuras de difícil interpretación.
Su nombre se debe al trabajo que presenta uno de sus lados, que muestra dos cavidades de gran tamaño, conocidas como “ojos”:
- El "ojo derecho" es la cavidad más grande. En él se observan las huellas del pico o herramienta similar que se habría utilizado para su construcción. Alrededor de este ojo, se aprecia una especie de marco, rebajado, con forma de trapecio, achaflanado en los vértices, así como una serie de agujeros trabajados, de grandes dimensiones. En la parte baja del ojo se constata cómo se ha rebajado la roca, con el fin de poder acceder con más facilidad al hueco que pudo ser utilizado como hornacina o alacena.
- El "ojo izquierdo", aunque de menor tamaño, y emplazado una menor altura que el anterior, comparte con aquél las mismas características. También en este se ha realizado un rebaje, por debajo del ojo, para aprovechar más el espacio.

La Peña Buraca muestra, encima de los ojos, las rozas abiertas para encastrar la cubierta a dos aguas de una construcción. De hecho, la cumbrera se situaría a una altura de alrededor de 3,50 m aproximadamente, y el faldón alrededor de 1,90 m. La existencia de dos canaletas o rebajes en el hueco de la cubierta y, otra entre los "ojos", nos indica que, en un momento dado, se amplió la cubierta. Asimismo, se identifican los huecos, de forma cuadrada, en los que se encastrarían las correas, que apoyarían en las viguetas o alfardas, que descansarían, a su vez, en la viga cumbrera.
Todas estas improntas ponen de manifiesto la ejecución sucesiva de trabajos sobre la propia roca y nos indican que esta se habría ido transformando, tal vez porque habría asumido distintos usos a lo largo del tiempo, adaptando sus características para satisfacerlos.

### Resto del conjunto arqueológico
Una segunda peña, a escasos metros de la Peña Buraca, presenta también marcas correspondientes a una cubierta y un anclaje de entreplanta, si bien, las correas no aparecen tan señaladas.
En sus proximidades, se alzan tres lagares rupestres con sus dos elementos característicos, la plataforma para prensar y pisar y la cubeta para recoger el líquido. Dos de ellos fueron toscamente construidos, siendo sus plataformas casi rectangulares, acompañadas por cubetas de planta irregular, si bien uno de ellos podría no haberse usado al estar su construcción aparentemente por terminar. Por su parte, el tercero de los lagares, emplazado algo más alejado de la Peña Buraca, en la zona meridional del entorno arqueológico, tiene plantas rectangulares, en una plataforma de 1,32 x 1,94 m y una cubeta de recogida de 95 x 40 cm. Alguno de los lagares habría sido ampliado o retocado.
Decenas de tumbas rupestres de muy diversa estructura se abren en los terrenos que circundan la Peña Buraca, incluyendo antropomorfas, infantiles, geminadas, de cabecera rebajada e incluso una con dos huecos para la cabeza y los pies. Su orientación es muy diversa, aunque no se distinguen varias fases de ocupación. Las tumbas no se orientan de este a oeste al estilo altomedieval, sino que se disponen alineadas en torno la Peña Buraca, lo que ha generado hipótesis sobre el uso inicial de la roca.
Por otro lado, se ha identificado una zona de extracción de material granítico en el que se aprecian huellas de arranque de bloques y de piezas circulares para molinos, así como las marcas de las cuñas.
En el entorno de este yacimiento hay también dos pequeñas piletas, talladas en la roca, cuyo uso exacto se desconoce.
Finalmente, hay que señalar que, entre el material cerámico, hay muestras de cerámica romana y alto medieval o moderna-contemporánea, así como cerámica a mano, tosca con unos desgrasantes gruesos, de difícil adscripción cronológica.

## Cronología
El origen del asentamiento se puede encuadrar en el marco cronológico del Bajo Imperio romano, teniendo en cuenta algunos hallazgos numismáticos. A este período podrían adscribirse los primeros trabajos en la Peña Buraca y también las tumbas más cercanas a la misma, que se ubican en su entorno, siendo además las que presentan una tipología diferente al resto, las más profundas, con un resalte y canalillo externo para evitar la entrada de agua. Estas tumbas aparecen en grupos. Cabe señalar que se trata de zona rica en estaño, en explotación desde muy antiguo, fundamental en la aleación del cobre para obtener bronce.
El lugar debió prolongarse en el tiempo, como asentamiento, en épocas altomedieval y/o medieval. Las tumbas más alejadas de la Peña Buraca se pueden adscribir a este período, ya no aparecen en grupo, sino de manera aislada, y entre ellas cabe distinguir dos tipos, unas con cabeceras al interior, sin resaltes, y otras, más alejadas, como simples fosas sin resaltes. El lugar tuvo que perdurar en el Bajomedievo, incluso hasta época moderna.
El uso y origen de la Piedra Buraca no está en referencias escritas. Para V. Gibello, estaríamos ante un eremitorio, fechable en torno al siglo VIII. Tal vez las excavaciones arqueológicas podrán demostrar, de forma definitiva, la función primigenia de esta Peña Buraca que algunos relacionan con ídolos oculados del período calcolítico o con un uso como santuario. Por el momento, lo cierto es que las diferentes fases, que se identifican en la lectura de los indicios que muestra la Peña Buraca, sí permiten confirmar su continuidad a lo largo del tiempo. Por otro lado, son varias las peñas similares a la Peña Buraca, distribuidas por el norte de la provincia de Cáceres y el sur de Castilla y León.